# Wilhelm Grimm
Wilhelm Carl Grimm (n. 24 februarie 1786, Hanau — d. 16 decembrie 1859, Berlin) a fost un filolog, folclorist și scriitor romantic german. Este co-autor (împreună cu fratele său Jacob Grimm) al Dicționarului limbii germane precum și al unor celebre culegeri de povești, inspirate din motive populare germane.  

## Scrieri
- 1812/1815 și 1819/1822: Povești pentru copii ("Kinder- und Hausmärchen"), culegere de povești cuprinzând și folclor german
- 1816/1818: Legendele germane ("Deutsche Sagen"), unde textele sunt studiate mai ales din punct de vedere filologic.